# ひとり咲き
「ひとり咲き」（ひとりざき）は、チャゲ&飛鳥（現：CHAGE and ASKA）の楽曲。自身のデビューシングルとして、ワーナー・パイオニア（現：ワーナーミュージック・ジャパン）から1979年8月25日に発売された。

## 背景
1978年10月に当時7人バンドだったチャゲ&飛鳥は、第16回ヤマハポピュラーソングコンテスト「つま恋本選会」において「流恋情歌」で入賞を果たした:373。
そして、1979年5月開催の第17回のために用意された曲が「ひとり咲き」であり、結果は第16回と同様に入賞で終わった。その後にヤマハ側からデビューとレコーディングの話を打診され、チャゲ（現：Chage）と飛鳥（現：ASKA）の2人による内容であった。これで7人編成のバンドは解散となり、8月に「九州から大型台風上陸！熱い喉が衝き叫ぶ！」というキャッチーコピーでデビューを果たした:114,373。

## プロモーション
1979年11月12日放送のフジテレビ系『夜のヒットスタジオ』に出演し「ひとり咲き」を披露した。彼らが全国ネットの音楽番組に出演するのはこの時が初めてだったが、実は当日出演予定だった吉田拓郎が直前になり出演をキャンセルしたことから、彼らに急遽出演依頼が舞い込んできたという背景があった。そのため、セットや演出は吉田のためのものであった。チャゲと飛鳥は出演に伴い、出演日の午前中に自分達で原宿に行って衣装服を買ったという:374。

## アートワーク
本作のジャケットは講談社の建物の中で撮影が行われ、衣装はスタッフから借りたものを使用している:373。

## 収録曲
| 全作詞・作曲: 飛鳥涼、全編曲: 瀬尾一三。 |                |        |            |      |
| #                                        | タイトル       | 作詞   | 作曲・編曲 | 時間 |
| 1.                                       | 「ひとり咲き」 | 飛鳥涼 | 飛鳥涼     | 5:27 |
| 2.                                       | 「あとまわし」 | 飛鳥涼 | 飛鳥涼     | 4:03 |
| 合計時間:                                | 合計時間:      | 9:30   |            |      |

## 楽曲解説
1. ひとり咲き
シンガーソングライターの高橋優は、一人で音楽活動するか悩んだ際にこの曲を聞いて「一人で音楽活動をやっていくのも悪くないかな」と公言している[4]。坂本冬美は、歌詞にある「あたい」という言葉を用いていることがこの楽曲を好きになった理由で、「『私』でも『あたし』でもなく、この『あたい』が放っておけないと言いますか。きっと何度も恋をして、いつも失敗して、傷ついて、でもまた同じように恋をして、それを繰り返している『あたい』なんだと思う。」と公言している[5]。
2. あとまわし
LP盤未収録であるが、アルバム『風舞』がキャニオンレコードからCDが再発売される際にボーナス・トラックとして収録された。

## 収録アルバム
国内盤
- 風舞 (#1,#2)※#1はアルバム・ミックス
- Standing Ovation (#1)※アルバム・ミックス
- SUPER BEST (#1)※アルバム・ミックス
- SUPER BEST BOX SINGLE HISTORY 1979-1994 AND Snow Mail (#1)※リミックス・バージョン
- CHAGE&ASKA VERY BEST ROLL OVER 20TH (#1)
- ライブ・イン田園コロシアム 〜The 夏祭り'81 (#1,#2)※ライブ音源

海外盤
- 倆角形 Duet Angle 20th anniversary (#1)
- Asian Communications Best (#1)

## カバー
ひとり咲き
- 1982年：寺島まゆみ - アルバム『今夜だけ恋人』収録。
- 1988年：内藤やす子 - アルバム『Songs II』収録。
- 2021年：坂本冬美 - アルバム『Love Emotion』収録[6]。